# Вэйхайский диалект
Вэйхайский диалект (традиц. 威海話, упрощ. 威海话, пиньинь wēihǎihuà, палл. вэйхайхуа) — современный диалект севернокитайского языка, на котором говорят в городе Вэйхай в провинции Шаньдун и его окрестностях.

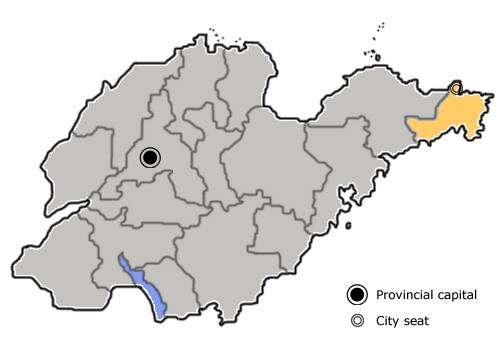
Расположение города Вэйхай в провинции Шаньдун

## Языковая разновидность
Существует заметные различия в том, как говорят на диалекте младшее поколение и старшее. Это связано прежде всего с различиями в образовании. Молодое поколение получало и получает образование на стандартном севернокитайском диалекте, в то время как старшее поколение было «едва образовано» в связи с Культурной революции.

## Фонетика
Как и другие китайско-тибетские языки и диалекты, Вэйхайский диалект является тональным.

### Согласные звуки
Включая нулевую инициаль, в Вэйхайском диалекте существует 21 инициаль:
| p  |  | pʰ  |  | m   |  | f |  |   |  |
| t  |  | tʰ  |  | n   |  |   |  | l |  |
| ts |  | tsʰ |  |     |  | s |  |   |  |
| tʃ |  | tʃʰ |  |     |  | ʃ |  |   |  |
| c  |  | cʰ  |  | (ȵ) |  | ç |  |   |  |
| k  |  | kʰ  |  |     |  | x |  |   |  |
|    |  |     |  |     |  |   |  |   |  |

### Тоны
Севернокитайский язык и большинство его диалектов имеют 4 тона. В Вэйхайском диалекте неясно, соответствуют ли тоны стандартному севернокитайскому языку или же второй тон соответствует тому же контуру основного тона, что и первый тон (35, восходящий). Первый тон в Вэйхайском диалекте также может следовать контуру 31 (нисходящий).